# Froschklappe

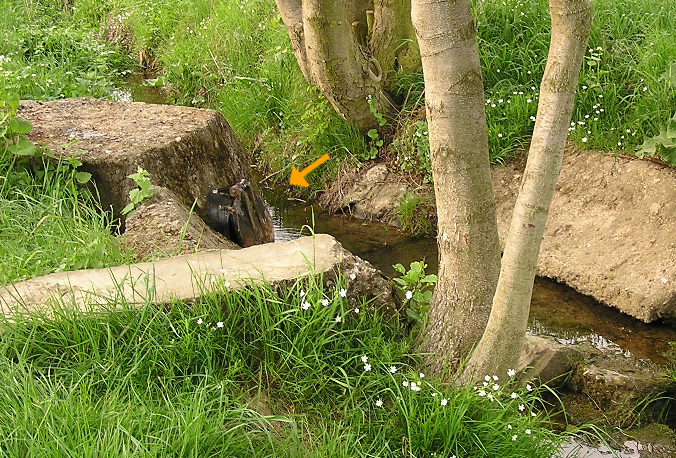
Froschklappe an einem Bach

Eine Froschklappe, auch Abdichtklappe, ist eine mechanische Sperrvorrichtung gegen das Eindringen von Tieren an der Mündung von Wasserrohren in die offene Landschaft oder in Vorfluter. Sie dient der Reinhaltung von Trinkwasser und verhindert bei Drainage- und Abwasserleitungen eine Verstopfung des Rohres durch Tierkadaver.

## Verwendung
Froschklappen befinden sich an Auslässen und Überläufen von Wasserwerken, Wasserbehältern oder Quellfassungen zur Trinkwasserversorgung. Sie sollen das Eindringen von kleineren Tieren (z. B. Fröschen) verhindern, die sonst in die Behälter wandern und dort Probleme bei der Wasserqualität verursachen können. Bei im Boden verlegten Drainageleitungen sollen sie verhindern, dass in die Leitung eingedrungene und verendete Tiere die Leitung verstopfen.

## Funktionsweise

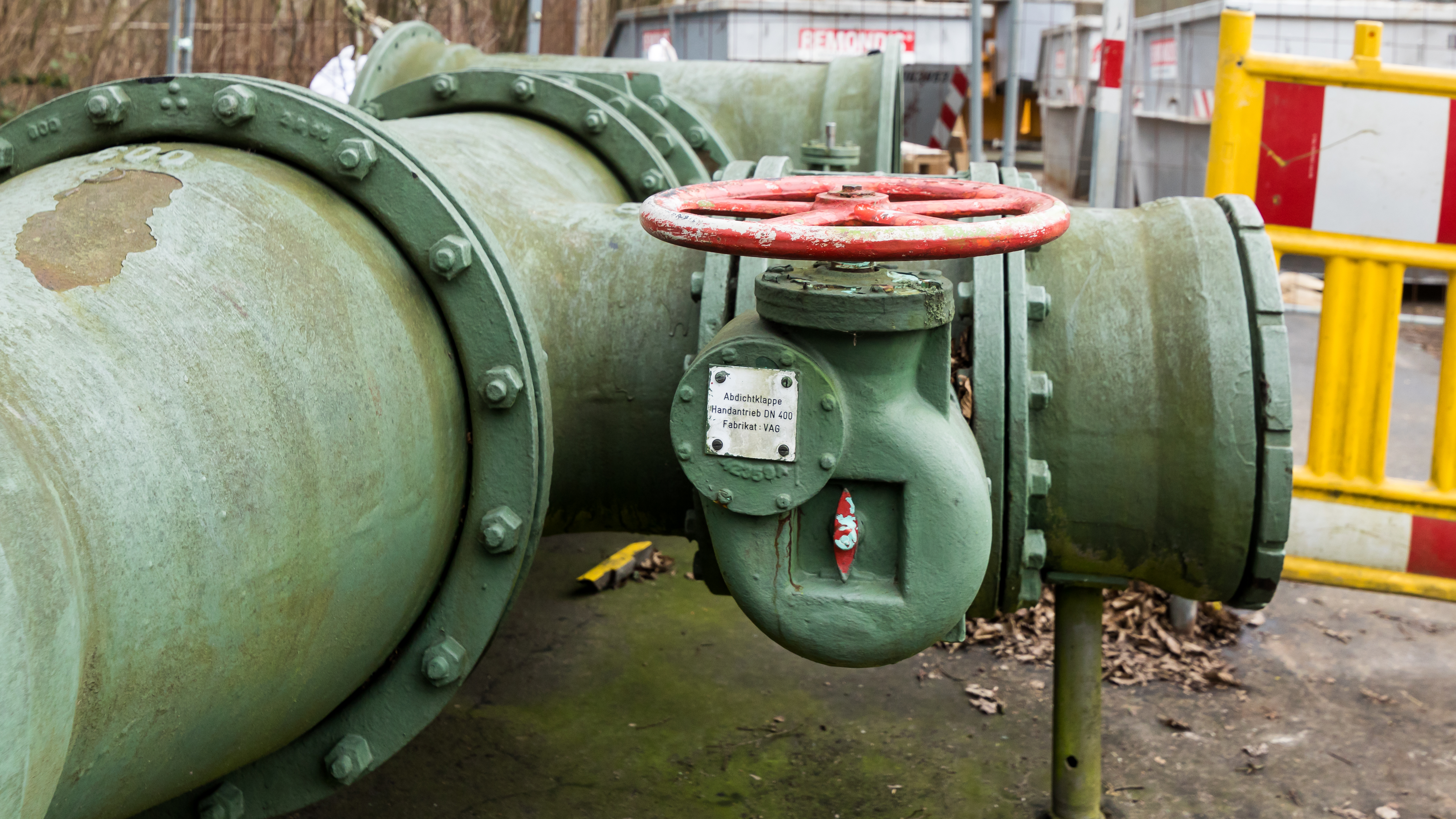
Abdichtklappe, Handantrieb DN 400, Fabrikat: VAG

Froschklappen aus Metall sind am Ende des Rohrs oben mit einem Scharnier befestigt und schließen sich durch ihr Gewicht. Von innen anströmendes Wasser öffnet die Klappe, bei Versiegen des Stroms schließt sie sich. Manche Klappen sind mit Dichtungen versehen und bilden so eine einfache Rückstausicherung, die bei Hochwasser ein Eindringen von Schmutzwasser in das Rohrsystem verhindern kann. Für einfache Zwecke gibt es Froschklappen aus Gummi, die durch ihre Flexibilität bei einer Gegenströmung einen Rückstau verhindern.
Mittlerweile gibt es auch Froschklappen, welche mit Hilfe von Klemmschrauben im Rohrinneren verschraubt werden und Sonderausführungen beinhalten können (unten offener Außenring, halbseitige Öffnung).